# Malvas (Tuy)
Malvas (oficialmente Santiago de Malvas) es una parroquia española del municipio de Tuy, perteneciente a la provincia de Pontevedra, en la comunidad autónoma de Galicia.
Se encuentra en un valle rodeado de montes elevados y atravesado por el rio Furnia, así como numerosos arroyos. Su iglesia esta dedicada a Santiago Apóstol ,celebrándose su fiesta el día del santo,25 de julio. También se celebra la festividad de la virgen del Rosario ,así como la fiesta de San Mamede en la capilla dedicada al mismo.
Está conformada la parroquia por los barrios de Sambad,Cruz,Devesa,Paderne,Recarei y Estrada, originalmente establecidos así por la división efectuada "de fuente a fuente".
Cuenta con un paseo fluvial al lado del río Furnia de reciente construcción, así como un área de recreo situada cerca de la escuela de educación infantil de la parroquia. 

## Historia
Hacia mediados del siglo XIX, la parroquia, ya por entonces perteneciente a Tuy, tenía contabilizada una población de 320 habitantes. Aparece descrita en el undécimo volumen del Diccionario geográfico-estadístico-histórico de España y sus posesiones de Ultramar de Pascual Madoz con las siguientes palabras:

MALVAS (Santiago): felig. en la prov. de Pontevedra (7 1/2 leg.), part. jud., ayunt. y dióc. de Tuy (1/2): sit. en una hondonada circuida de elevados montes, donde la combaten principalmente los aires de NS. y NE.; el clima es húmedo, y las enfermedades mas comunes reumas, catarros, calenturas intermitentes y viliosas. Tiene 80 casas distribuidas en los barrios de Cabreira, Dehesa, Estrada, Paderne, Recarei y Sambade, y una escuela de primeras letras, frecuentada por unos 60 niños de ambos sexos, de los cuales cada uno paga al maestro un ferrado de maiz en cada año. La igl. parr. (Santiago), se halla servida por un cura de primer ascenos, y de patronato de la casa de los Troncosos de Picoña; en el atrio de la igl. existe el cementerio, y en un monte á 1/4 de leg. de la pobl., una ermita dedicada á San Mamed. Confina el térm. N. monte San Julian; E. Randufe; S. Pesegueiro, y O. Sta. Maria de Tebra; estendiéndose 1/2 leg. de N. á S. y otro tanto de E. á O. Le cruza un pequeño r. denominado Faya, que nace en la falda meridional de dicho monte, y corre hácia el S. hasta desaguar en el Miño mas abajo de Amosin; hay sobre él un puente titulado del Obispo. Los montes de San Mamed, San Antonio, Campo del Ciego, Tribilladouro y Polon, se hallan en esta felig., y produce pinos, robles, castaños, álamos, sauces y tojos, asi que el terreno participa de monte y llano, y es de mediana calidad, comprendiendo algunos prados naturales donde hay buenas yerbas de pasto. Atraviesa por esta parr. un camino que conduce desde Bayona á Tuy, recibiéndose el correo en esta c. prod.: vino, maiz, trigo, centeno, castañas, habichuelas, peras, manzanas y cerezas; se cria ganado vacuno, lanar y cabrío, y caza de liebres, conejos y perdices. ind.: la agrícola y molinos harineros. pobl.: 80 vec., 320 alm. contr.: con su ayuntamiento (V.)
(Madoz, 1848, p. 116)

En 2023, tenía empadronados 392 habitantes.